# Abraham Lincoln (Schiff)
Die Abraham Lincoln, auch USS Abraham Lincoln (Kennung: CVN-72), ist ein Flugzeugträger der Nimitz-Klasse der United States Navy. Der Name wurde zu Ehren von Abraham Lincoln, dem 16. Präsidenten der USA, gewählt.
Das Schiff wurde von der Newport News Shipbuilding Company in Newport News, Virginia, gebaut. Die Indienststellung erfolgte auf der Marinebasis Norfolk, Virginia. Nach einer umfangreichen Generalüberholung in Bremerton, Washington, ist die Abraham Lincoln seit 1997 in der Naval Station Everett, Washington beheimatet. Im Mai 2007 war das Carrier Air Wing Two (CVW-2) auf der Abraham Lincoln stationiert.
Am 19. August 2021 übernahm Captain Amy Bauernschmidt das Kommando über den Träger. Sie ist die erste Frau, die Kommandantin eines US-amerikanischen Flugzeugträgers wurde.

## Geschichte
Nach der Indienststellung 1989 kehrte das Schiff noch einmal für mehrere Wochen ins Trockendock zurück, da Kühlwasser aus dem Reaktor ausgelaufen war. Nach der Überführung in den Pazifik im September 1990 sollte im Mai 1991 der erste Einsatz folgen. Das Schiff wurde in den persischen Golf entsandt, um als Kommandoschiff der Alliierten Streitkräfte die Nachbereitung des Zweiten Golfkrieges durchzuführen. Noch während der Fahrt wurde das Schiff jedoch auf die Philippinen umgeleitet, um Staatsbürger der USA nach dem Ausbruch des Vulkans Pinatubo zu evakuieren.
Nach dem erfolgreichen Abschluss der Operation lief der Träger den persischen Golf an, um an der Überwachung der von den USA und Großbritannien eingerichteten Flugverbotszonen im Süden des Irak teilzunehmen. Auch 1992, 1995 und 1998 war das Schiff in dieser Funktion im persischen Golf im Einsatz.
1993 wurde die Abraham Lincoln vor die Küste Somalias entsandt, um Unterstützung bei der UN-Friedensmission zu leisten. 1997 fand eine einjährige Modernisierung des Schiffes statt.
Nach den Anschlägen des 11. September 2001 wurde das Schiff in erhöhte Alarmbereitschaft versetzt und in den Indischen Ozean entsandt. Inwieweit der Träger an der Operation Enduring Freedom beteiligt war, ist unklar, da es hier widersprüchliche Informationen gibt. Vermutlich agierte er gemeinsam mit dem britischen Flugzeugträger Illustrious als Kommandoplattform für die alliierten Streitkräfte in Afghanistan.
2003 übernahm der Träger die Führungsrolle im Irakkrieg. Während sich das Schiff bereits auf dem Rückweg in die USA befand, landete US-Präsident George W. Bush am 1. Mai 2003 an Bord einer S-3B Viking auf der Abraham Lincoln. In einer medienwirksam inszenierten Rede erklärte er unter dem Schlagwort Mission Accomplished das Ende der Kampfhandlungen im Irak. Aufgrund der unbefriedigenden Gesamtsituation im Irak wurde dieser Auftritt lange Zeit kontrovers diskutiert. Im Zusammenhang mit diesem Besuch des Präsidenten gab es zum ersten Mal die Navy One.
Infolge des Seebebens im Indischen Ozean befand sich die Abraham Lincoln ab dem Jahreswechsel 2004/2005 zusammen mit Teilen ihrer Trägergruppe und dem Hubschrauberträger Bonhomme Richard mehrere Monate vor der Küste von Sumatra, um Katastrophenhilfe zu leisten (insbesondere Lufttransport von Hilfsgütern).
2006 war der Träger Teil der Übung Valiant Shield, der größten Übung der US-Streitkräfte im Pazifik seit Jahrzehnten. Nach einer Einsatzfahrt im Rahmen der Operation Enduring Freedom begann im Oktober 2008 eine neunmonatige Überholung in der Puget Sound Naval Shipyard, die 250 Millionen Dollar kostete. Im September 2010 folgte die erste Verlegung seit der Überholung, die Lincoln fuhr im Pazifik und im Persischen Golf. Im März 2010 vergab die US Navy den RCOH-Auftrag (Refueling and Complex Overhaul) an Northrop Grumman. Jeder Flugzeugträger der Nimitz-Klasse durchläuft diese Generalüberholung mit Reaktorwiederbefüllung einmal in seinem Leben. Arbeiten für 80,1 Millionen US-Dollar sind bereits vergeben, mit allen Optionen kann der Vertrag bis zu 678,6 Millionen US-Dollar wert sein.
Am 7. Dezember 2011 verließ die Lincoln Everett Richtung arabisches Meer, wo der Träger das Schwesterschiff John C. Stennis ablöste. Am 22. Januar 2012 durchquerte der Träger die Straße von Hormus, ohne dass dies unmittelbar zu einem Zwischenfall führte und legte am 1. Februar 2012 im Hafen von Bahrain an. Bis Anfang Juli wurde die Operation Enduring Freedom unterstützt. Am 16. Juli passierte die Abraham Lincoln den Sueskanal und legte darauf im Hafen von Antalya an. Von dort kehrte der Träger nicht an die Westküste der USA zurück, sondern fuhr nach Ablösung durch die Dwight Eisenhower zur Naval Station Norfolk.
In Norfolk wurde der Flugzeugträger auf die für Anfang 2013 geplante Refueling and Complex Overhaul (RCOH) vorbereitet. Wegen Budgetkürzungen bei der Navy wurde die Generalüberholung verschoben, sodass erst am 28. Mai 2013, anderthalb Monate später als geplant, die Abraham Lincoln zu Newport News Shipbuilding geschleppt wurde. Nach einem Dockaufenthalt wurde die Abraham Lincoln im Herbst 2014 wieder ausgedockt. Zu diesem Zeitpunkt war die Fertigstellung noch für 2016 geplant. Nach dieser vier Jahre dauernden Generalüberholung verließ der Träger jedoch erst am 9. Mai 2017 um 10 Uhr die Werft zu einer viertägigen Testfahrt vor der US-Ostküste und wurde am 12. Mai an die Navy übergeben.

## Einsätze
- 1990: Desert Shield (Irak/Kuwait/Saudi-Arabien)
- 1991: Desert Storm (2. Golfkrieg)
- 1991: Rettungsmaßnahmen beim Pinatubo-Ausbruch
- 1992: Operation Southern Watch (Überwachung der Flugverbotszonen im Irak)
- 1993: Eastern Exit (Somalia)
- 2002: Southern Watch (Überwachung der Flugverbotszonen im Irak)
- 2003: Operation Iraqi Freedom (Unterstützung des Irak-Krieges)
- 2004: Unified Assistance (Hilfseinsatz vor Indonesien)
- 2006: Westpazifik (u. a. Valiant Shield u. RIMPAC)
- 2008: Operation Iraqi Freedom u. Operation Enduring Freedom
- 2010/11: Operation Enduring Freedom u. Operation New Dawn
- 2012: Operation Enduring Freedom
- 2024: Angriffe im Jemen[7]

## Zwischenfälle
- 27. Juli 1989 – Austreten von Kühlwasser aus dem Reaktor
- 29. Juni 1991 – Zusammenstoß von zwei F-14 Tomcats  in der Luft. Beide Crews überleben.
- 8. Juli 1991 – Absturz einer F-14 Tomcat. Beide Besatzungsmitglieder werden gerettet.
- 9. Juli 1991 – Eine EA-6 Prowler muss nach technischen Problemen auf der Abraham Lincoln notlanden.
- 24. August 1991 – Eine F-18 Hornet stürzt nach dem Start ins Meer. Der Pilot kann gerettet werden.
- 25. Oktober 1994 – Lieutenant Kara Spears Hultgreen, die erste F-14-Pilotin der Welt, stirbt bei einem Landeunfall.
- 9. September 2000 – Eine F-18 Hornet stürzt in den persischen Golf, der Pilot kommt ums Leben.